# レオナルド・トーレス・ケベード

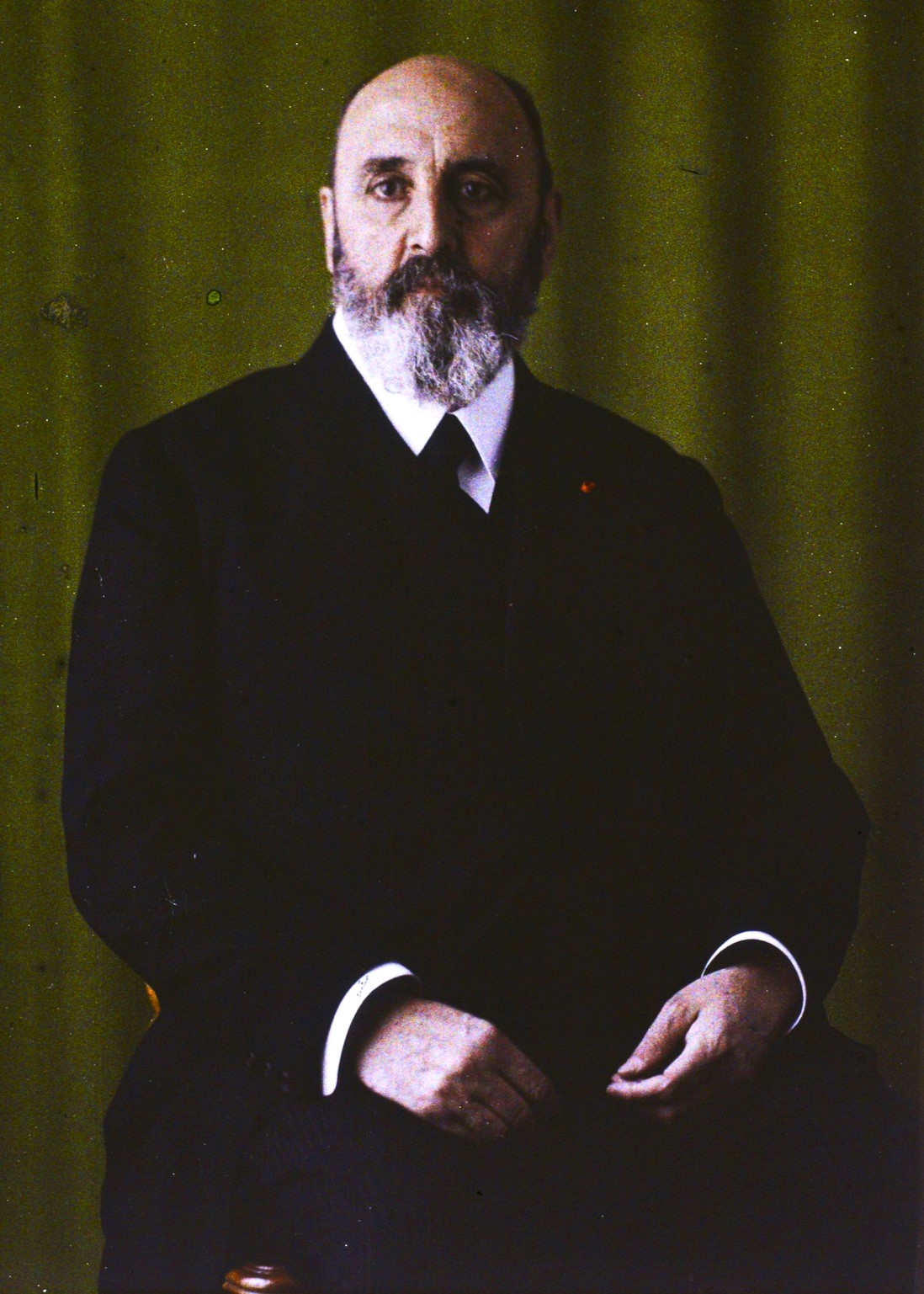
レオナルド・トーレス・ケベードの肖像写真（1921年）

レオナルド・トーレス・ケベード（西: Leonardo Torres Quevedo、1852年12月28日 - 1936年12月18日）は、19世紀終盤から20世紀初期にかけて活動したスペイン人の技術者にして数学者。レオナルド・トーレス・イ・ケベード（Leonardo Torres y Quevedo）とも。

## 経歴
1852年12月28日、スペイン・カンタブリア地方のモリェドにあるサンタクルス・デ・イグーニャに生まれた。父親が鉄道技師として働いていたため、職場のあるビルバオで幼少期を過ごした。ビルバオで高校を優秀な成績で卒業し、後に2年間パリで学んだ。1870年、父親の転勤に伴ってマドリードに移住。同年、道路技術者隊（Road Engineers' Corps）の公式な学校に入学。1873年、第三次カルリスタ戦争が勃発しビルバオがカルリスタに包囲されたため、トーレスはビルバオ防衛に志願兵として赴いた。その後再びマドリードの学校に戻り、1876年に卒業。
父親と同じ鉄道会社に就職したものの、科学技術の進歩の様子（特に注目され始めたばかりの電気に関すること）を直に見るため、すぐにヨーロッパ放浪の旅に出た。スペインに戻ると、サンタンデールに定住し、自己資金で調査研究を始めた。その成果はまず1893年に明らかとなった。
1885年に結婚し、8人の子を儲けている。
1899年、マドリードに移住。この間の彼の研究成果に基づいて応用数学研究所が設立され、彼は所長に任命された。この研究所は主に科学的機器の製造を目的としていた。同年、マドリードの王立自然科学アカデミーの一員となり、1910年には会長となった。同研究所の成果としては、ゴンサロ・ブラニャス（Gonzalo Brañas） による映画撮影技術と カブレラ（Cabrera）とコスタ（Costa） によるX線分光器が有名である。
1900年代初期、トーレスはエスペラントを学び、生涯その信奉者となった。
1916年、スペイン国王アルフォンソ13世から勲章を授与される。1918年、開発大臣就任の打診を受けたが、辞退した。1920年、スペイン王立アカデミーの一員となり、パリの科学アカデミーの力学部門の一員にも選ばれた。1922年、パリ大学から名誉博士号を授与された。
トーレスは1936年12月18日、スペイン内戦真っ最中のマドリードで死去。84歳の誕生日の10日前であった。

## 業績
トーレスの発明と研究は、安全性を向上させたロープウェイに始まり、複雑な方程式を解くための各種アナログ計算機械、独自の構造の飛行船、世界初の実用的なラジオコントロール、歴史上最初のコンピュータゲームとも呼ばれるチェス機械、電気機械式の解析機関など非常に広い範囲で行われた。

### 飛行船

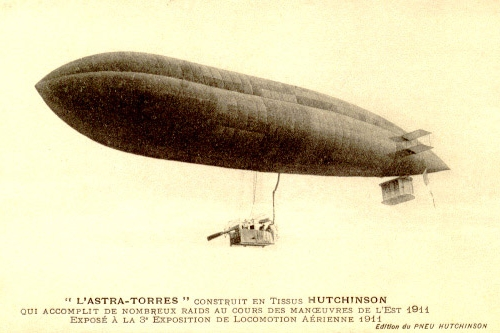
1911年の航空ショーでのAstra-Torres飛行船

1902年、トーレスは新しい飛行船に関する特許を出願し、マドリードとパリの科学アカデミーで発表を行った。これは、内部に柔軟なケーブルを張ることで船体の剛性を強化し、大型のゴンドラの吊り下げに耐えられる半硬式飛行船だった。当時の飛行船は、単純な構造だが大型化や高速化が難しい軟式飛行船と、1900年に開発されたツェッペリンに代表される硬式飛行船とがあった。硬式飛行船は大型化と高速飛行が可能だが重くて横振動が発生しやすい欠点があり、折りたたんで運搬できないことも当時問題とされていた。トーレスの提案は両者の問題点を解決するためのものだった。
1905年、陸軍の技術者であるアルフレッド・キンデラン（Alfredo Kindelán）の助力を得て、（1896年、グアダラハラに作られた）Army Military Aerostatics Service でスペイン初の飛行船建造を指揮した。翌年に最初のプロトタイプが作られ、1907年にはTorres Quevedo No.1が作成された。その後改良されたTorres Quevedo No.2が建造され、トーレスやキンデランと軍関係者を乗せて1908年に初飛行を行った。

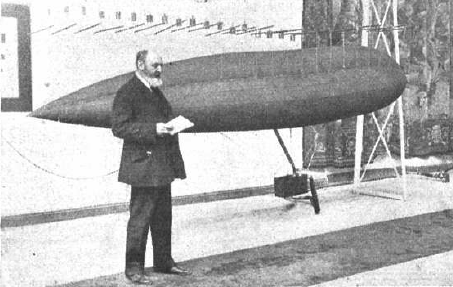
発明した半硬式飛行船の模型の前で説明を行うトーレス・ケベード (1913年)

この成果に基づき、トーレスとフランス企業のアストラ社（Société Astra）の間で契約が結ばれ、同社はスペイン以外での飛行船建造の権利を得た。これにより1911年、アストラ・トーレス（Astra-Torres）飛行船と呼ばれる飛行船建造が開始された。1913年にはフランス軍とイギリス軍が購入した。イギリス海軍の購入した Astra-Torres XIV は時速83.2km、風向きが良いときには時速124kmを記録し、当時の飛行船速度の世界記録を更新している。その後も大型化された飛行船が多数製造され、主に第一次世界大戦の際に潜水艦の哨戒任務に使われた。1918年にはアメリカ海軍が大型飛行船 AT-18 を、1922年には大日本帝国海軍も同じ大きさの最新飛行船 AT-20 を購入した。AT-20は 10,700 m3の大きさで、フランスから船で日本に送られ、海軍霞ヶ浦飛行場の飛行船格納庫が完成前だったため陸軍所沢飛行場にあった飛行船格納庫で組み立てが行われた。
トーレスは1918年に技術者のエミリオ・エレラ・リナレス（Emilio Herrera Linares）と共同で大西洋横断飛行船 Hispania を設計し、世界初の大西洋横断飛行の栄誉をスペインにもたらそうとした。しかし資金集めが難航したためにプロジェクトは遅延し、世界初の大西洋無着陸横断飛行の栄誉はイギリスのジョン・オールコックらが勝ち取った。
トーレスが発明した飛行船と同タイプのものは多数建造され多くの場所で使われた。フランスのアストラ社のものは30隻、イギリスで1916年から1919年の間に建造されたものは60隻以上になる。イギリスでのアストラ社の関連会社エアシップ社（Airship Ltd.）で建造されたもののうち4隻はロシア陸軍が購入した。
ツェッペリン型をベースとした硬式飛行船が世界の主流になった後もトーレスの発明と同タイプの飛行船は作られ、1930年代にはフランスのゾディアック社（Société Zodiac）がアストラ社と同様の飛行船 V-11、V-12 を作成している。
ツェッペリン型飛行船であるヒンデンブルク号の爆発事故が起こった1937年に大型飛行船の黄金期は幕を閉じるが、それから40年経った1977年には、トーレス型の飛行船を2機並べた双胴船タイプの飛行船 Dinosaure が設計され、そのプロトタイプがゾディアック社で作られた。

### チェス機械:エル・アヘドレシスタ
1912年、トーレスはチェスを指すオートマタを作成した。エル・アヘドレシスタ（El Ajedrecista、チェスプレイヤーの意）と名づけられた機械は、チェスの終盤のみを扱い白のキングとルークで人間側の黒のキングを詰ませようとするもので、人間側のキングの最初の位置がどこであってもチェックメイトすることができた。トーレスは2種類のチェス機械を作成した。1912年頃に作成した最初の機械と、1920年頃に息子のゴンザロと協力して作成した2番目の機械である。最初に作成された機械はアームで駒を動かすもので、1914年にパリのソルボンヌ機械研究所で公開され、また1915年9月のサイエンティフィック・アメリカンの記事 "Torres and His Remarkable Automatic Devices"（「トーレスと彼の驚くべき自動装置」）でも紹介された。2番目の機械は外観をより洗練させたもので、盤の下にある電磁石で駒を自動的に動かすことができ、またチェックメイトの際にはレコードの音声で知らせることができた。この機械はその後も保存され、例えば1951年のパリ・サイバネティックス会議での展示で息子のゴンザロはノーバート・ウィーナーらに機械の説明を行っている。
トーレスの機械より前に作成されたヴォルフガング・フォン・ケンペレンの「トルコ人」などのチェス人形が中に隠れた人の操作でプレイしていたのに対し、トーレスのものは内部の電気機械的な装置により盤面の状況を判断し駒の動きを決めることができた。そのためしばしば最初のチェスコンピュータと呼ばれ、また歴史上最初のコンピュータゲームとも呼ばれる。

### ロープウェイ

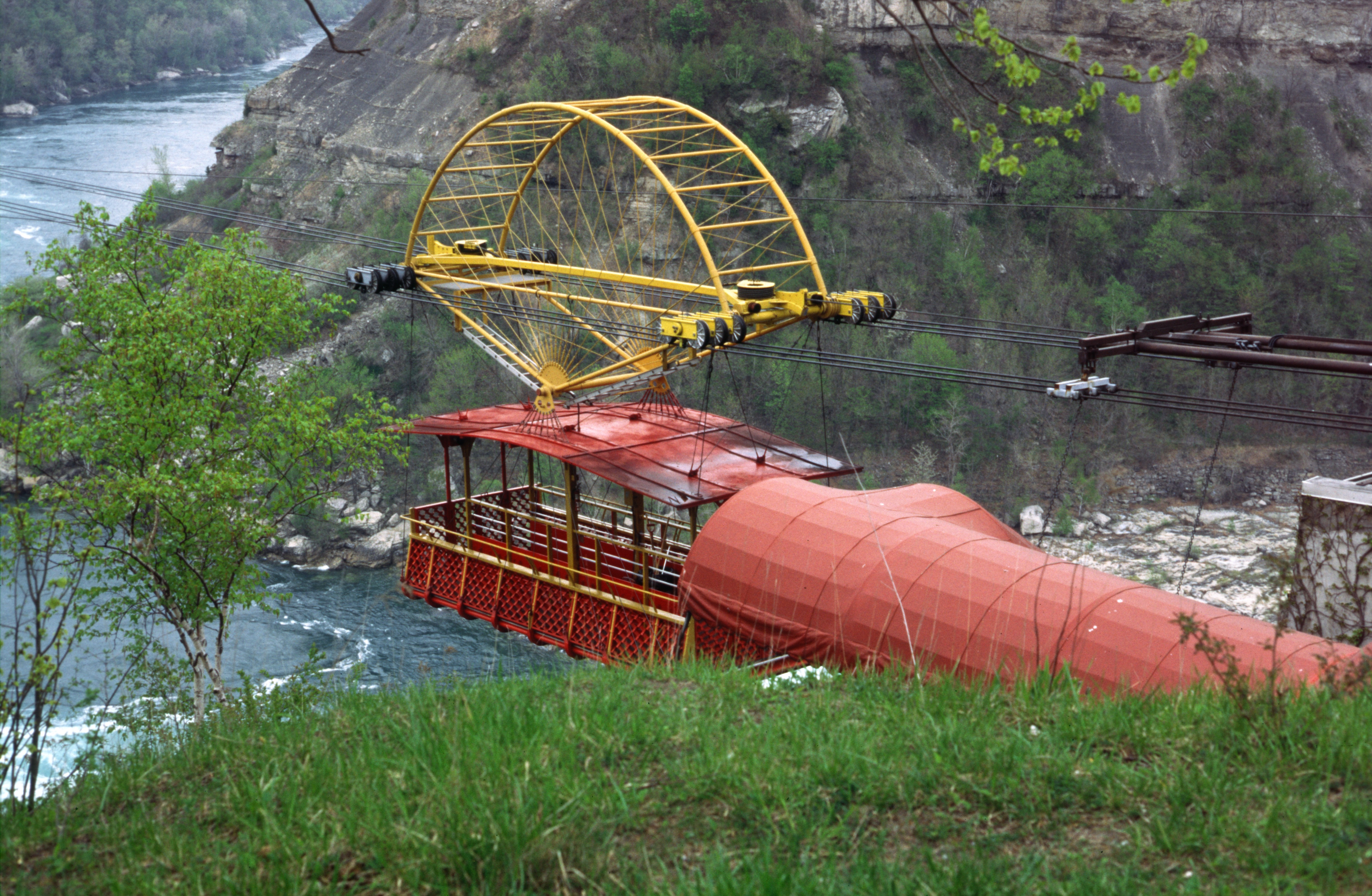
ナイアガラのエアロカー

トーレスがロープウェイの実験を始めたのは非常に早く、生まれ故郷のモリェドに住んでいたころであった。1887年、約40メートルの窪地をまたぐ最初のロープウェイを建設している。全長は約200メートルで、単座のゴンドラを2頭の牛で引いた。この実験に基づいて彼は最初の特許（複数のケーブルを使ったロープウェイにより、貨物だけでなく人間の輸送が可能な安定した輸送手段）を申請した。後に電動機を使ったロープウェイ cableway of the Río León を建設したが、貨物輸送専用として使われていた。1890年、スイスにロープウェイ建設を提案。スイスはこれに大いに興味を持ったが、そのプロジェクトは採用されなかった。
1907年、トーレスは人間の輸送に適した最初のロープウェイをサン・セバスティアンの ウリア山(Monte Ulía)に建設した。安全性は複数のケーブルを巧妙に利用することで確保された。結果として非常に堅牢な設計となり、サポートケーブルのうちの1本が切れても耐えることができた。直径19ミリのケーブル6本で、乗客13名前後を28メートル高さで280メートル運搬することができた。プロジェクト実行はビルバオの工学研究会によるもので、同会はシャモニーやリオデジャネイロ市でもロープウェイ建設に成功した。科学的観点で最重要というわけではないが、最も有名な例としてカナダのナイアガラフォールズに建設されたスパニッシュ・エアロカーがある。1914年から1916年に建設され、全長580メートルのケーブルがナイアガラの滝のカナダ側の滝つぼを跨いだ形で設置された。建設はスペイン資本によるスペイン企業が行い、最初から最後までスペインのプロジェクトとして行われた。乗り場の入口に設置された青銅の飾り板には Spanish aerial ferry of the Niagara. Leonardo Quevedo Torres (1852–1936) と記されている。1916年2月15日に試験運行が開始され、1916年8月8日に正式運行となり、その翌日から観光客の利用が開始された。その際に若干の修正が施され、以来今日まで大きな問題も無く観光客に雄大な景色を提供し続けている。

### ラジオコントロール:Telekino
トーレスは1901年から1902年にかけて、人命を危険にさらすことなく当時開発中だった飛行船の試験を行うため、無線によるリモートコントロールの研究を始めた。1902年と1903年にはフランス、スペイン、イギリス、アメリカ合衆国で特許を取得し、1903年にはパリの科学アカデミーでデモンストレーションを披露した。このシステムは世界初の実用的なラジオコントロールで、ギリシャ語のTele（距離や遠くを意味する）とkine（力や動きを表す）を組み合わせた Telekine という名称で呼ばれ、後に Telekino とも呼ばれるようになった。
1895年のマルコーニによる無線電信の実験以降、ヨーロッパやアメリカで無線によるリモートコントロールの研究や実験が行われ、トーレス以前ではテスラやエジソン、イギリスのバリカス（Cecil Varicas）によるものなどが知られている。しかし、無線技術が発展途上だったことと、電波でモータや舵などの動きをオンオフするような単純な制御方式のものが多く、満足な結果は得られていなかった。トーレスの方式は動作指示をパルスの数として符号化し無線で送るもので、さまざまな異なった動作を行わせることができた。
システムは、電波を受信するためのコヒーラ検波器、受信したパルス数によって切替を行うマルチポジションのスイッチ、そのスイッチで制御されるいくつかのサーボモータから構成される。複数のパルスによりマルチポジションのスイッチの位置を切り替え、あらかじめ定義された機械的な動作を選択する。この方式では複数の動作をきめ細かく制御ができ、またパルスの数を増やすことで動作のバリエーションをいくらでも増やすことができた。送信側での動作指示は、当初無線電信で使われている電鍵で直接行っていたが、後にレバー操作により決まった数のパルスを送信できるような装置が使われた。
パリでのデモンストレーション後も多くの公開実験が行われた。1904年には三輪自動車を用い前進/後退と方向転換ができるプロトタイプで実験を行い成功を収めた。同じころ、マドリードにある湖でボートのリモートコントロール実験も何回か行った。これを見て感銘を受けたビルバオの知事はビルバオで大規模なデモンストレーションを行うための資金を提供した。1905年にはドイツから購入した船に Telekino を組み込みビルバオで何回かの実験を行った。8 人の乗客を乗せた船は 2 km以上離れた送信機から数学的な正確さで制御された、と当時の新聞は報じている。1906年にはスペイン国王アルフォンソ13世を含めた大観衆の前でこの発明を公式に披露した。公開実験の成功後、この発明を魚雷や潜水艦に応用しようとしスペイン海軍に資金提供の依頼を行ったが拒否されたため、その後の研究は中止された。
2007年、トーレスのリモートコントロールの研究はIEEE（米国電気電子学会）により電気・電子技術やその関連分野の歴史的偉業として認定され、IEEEマイルストーン賞が与えられた。

### アナログ計算機械

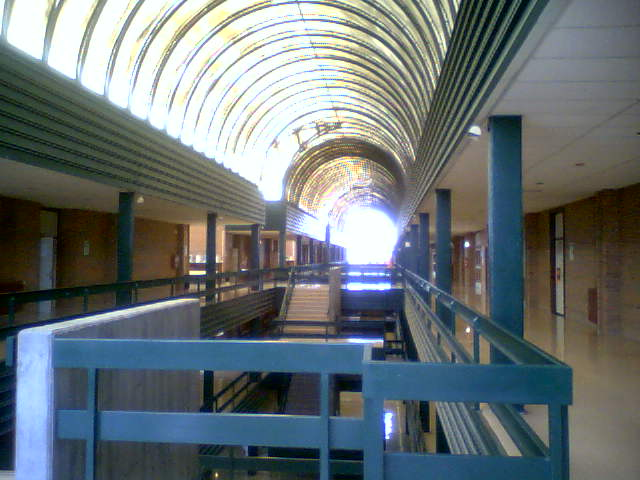
ザラゴザ大学 Superior Polytechnical Center にあるトーレス・ケベード・ビル

アナログ計算機械は、方程式を物理現象に置き換えることで解を求めるものである。数値は歯車の角度のような何らかの物理量で表される。トーレスはこのような機械を「代数マシン」（Algebraic Machine、西: Máquina algébrica）と呼んだ。方程式を解く機械は18世紀まで遡ることができ、19世紀頃には様々なものが考案された。トーレスの成果もそれらの上に成り立つものである。1893年、トーレスはマドリードの王立科学アカデミーで代数マシンについての論文を発表した。1895年、パリの科学アカデミーと科学推進協会のボルドー会議で機械のプロトタイプが披露され、1900年には再びパリの科学アカデミーでさらに一般化し理論化した論文の発表を行った。
トーレスは機械式のアナログ計算機械を複数製作した。もっとも有名なものは代数方程式を解く機械で、8つの項からなる任意次数の代数方程式を高い精度で解くことができた。この機械は以下の式を計算で求めることができる。
{\displaystyle \alpha ={\frac {A_{1}X^{a}+A_{2}X^{b}+A_{3}X^{c}+A_{4}X^{d}+A_{5}X^{e}}{A_{6}X^{f}+A_{7}X^{g}+A_{8}X^{h}}}\,}
ここで X は変数を、A1 … A8 は各項の係数を表す。α = 1 の場合を考えれば以下の式となり、代数方程式の根を求めることができる。
{\displaystyle A_{1}X^{a}+A_{2}X^{b}+A_{3}X^{c}+A_{4}X^{d}+A_{5}X^{e}-A_{6}X^{f}-A_{7}X^{g}-A_{8}X^{h}=0\,}
トーレスの機械では各項を対数スケールで計算した。そうすることで各項を A1 + a × log(X) のように和と積のみで計算でき、非常に広い範囲の値を扱え、さらに計算時の相対誤差を値の大小に関係なく一定にできる長所がある。しかし各項の和を計算するためには、対数スケールでの計算値 log(u) と log(v) とから精度よく log(u + v) を求める必要がある。この計算のため、トーレスはエンドレス・スピンドル（endless spindle、西: husillo sin fin）と呼ばれる独自のメカニズムを考案した。このメカニズムはワインボトルのような形状の螺旋状歯車を用いた複雑な差動歯車で、y = log(10V + 1) を計算できる。log(u) - log(v) = log(u/v) = V と置くと u/v = 10V であることを用い、以下の式を利用して log(u + v) を計算する。
{\displaystyle \log(u+v)=\log(v(u/v+1))=\log(v)+\log(u/v+1)=\log(v)+\log(10^{V}+1)\,}
トーレスはこの機械以外にも、1900年頃から歯車とリンク機構を用いて 2 次方程式 X2 - pX + q = 0 の複素数解を求める小型の計算機械を考案し、また一階微分方程式を解く積分器なども製作した。現在それらのいくつかはマドリード工科大学にあるトーレス・ケベード博物館（Museo "Torres Quevedo"）に収められている。

### オートマティカ、解析機関
トーレスは1913年に発表した論文"オートマティカに関する小論"（Ensayos sobre Automática）で「オートマティカ」（自動機械、西: automática）と呼ばれる機械の提案とその実現可能性の検討を行った
。これは人間のように知的な行動を行う、あるいは人間を置き換えるような機械で、現在のさまざまな自動制御機械に相当する。この機械は、外部からの情報を取り込むセンサー、腕のように外界を操作する部分、電池や空気圧などの動力源、そして最も大切な、取り込んだ情報や過去の情報を使って「判断」を行う部分からなり、外部からの情報に応じて生物のように反応を制御し環境の変化に適応して動作を変えることができるものとして定義された。
このような外界の状況により動作を変える機械が理論的に実現可能であることを示すため、トーレスはある種の解析機関を例として用い具体的な実現方法を示した。この機械はバベッジの解析機関のアイデアをベースにトーレスが独自に考案したもので、電気機械的なメカニズムを用い、外部の数値データを取り込み内蔵されたプログラムで値を判断し処理を変えながら計算を行う。論文では理論上の機械とされているが、実際にはメカニズム全体の具体的なデザインが示されている。
論文内では、a、y、z の順に並ぶデータ列から a × (y — z)2 を計算する機械が例として用いられている。最初に必要となるさまざまな部品、具体的には数値を格納するレジスタ、組み込みの関数テーブルを用いた乗除算などの演算装置、数値の大小比較を行う装置、入出力ゲート、多段スイッチによるセレクタ回路などの電気機械的な実現方法が示され、続いて制御プログラムを含めた全体構成が説明されている。演算部は減算装置、乗算装置、数値の比較装置（＞、＝、＜）、2本のレジスタ、データの入力およびデータ出力を行う部分からなり共通バスで接続される。それらを制御するプログラムは回転する円筒上に張られた導体のパターンとして表現され、数値の大小比較による条件分岐を含んでいる。
さらに、全体の回路構成や16ステップからなるプログラムの詳細な説明以外に、トーレスの論文には世界で最初と言われる浮動小数点演算の提案も含まれる。
その後、1914年にトーレスは実際に p × q — b を計算する解析機関のプロトタイプの設計と作成も行った。
条件分岐命令を含んだプログラムを実行できる汎用の電気式/機械式コンピュータが現れるのは1940年代であり、トーレスの論文はこれよりはるかに早い。トーレスの論文はスペイン語とフランス語のみで発表されたこともあり英語圏ではほとんど知られず、その後のコンピュータ開発に大きな影響を与えることはなかった。コンピュータの歴史の研究者であるランデル（Brian Randell）は、トーレスが実際の歴史より20年以上早く電気機械式の汎用コンピュータを実現可能だったかもしれず、実際のニーズやモチベーション、資金力も持っていたと指摘している。

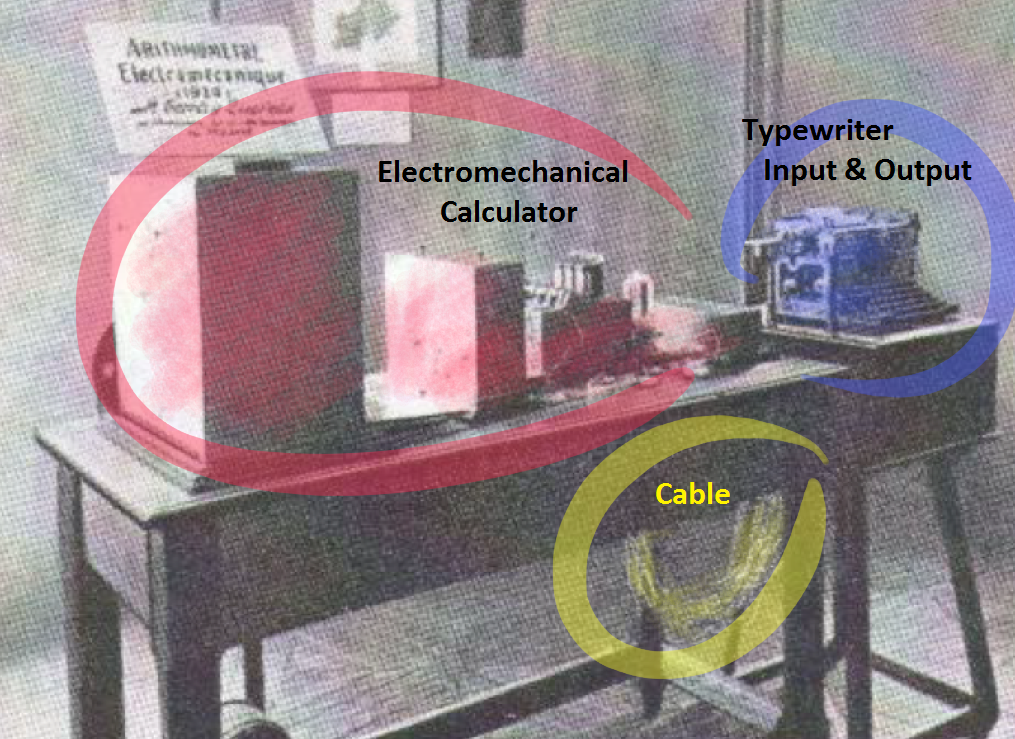
トーレスの電気機械式アリスモメータの写真。赤で囲んだ部分が電気機械式の計算装置、青で囲んだ部分が入出力用のタイプライター。その間はケーブルで接続され、タイプライターから数式を入力すると計算値が出力された。

また論文の発表後、1920年にトーレスは電気機械式アリスモメータ（Arithmometer）と呼ばれる計算機械を作成しパリで発表を行った。この計算機械はプログラム可能なものではなかったが、計算を行う装置とタイプライターとを電線でつなぎ、タイプライターから数式（例えば"532 × 257"）と"＝"を打つだけで自動的に計算を行い答えの数値を印刷することができた。ユーザインタフェースからみれば、この機械はキーボードを入力インターフェースとする現在のコンピュータの前身と見なすことができる。また利用形態としてみれば、電線の延長によるリモートでの計算も想定しており、通信回線を利用する現在のオンラインシステム等の初歩的なものと考えられる。さらに、電気機械式アリスモメータについての1920年の論文には、さまざまな「オートマティカ」(自動機械)において、連続的な数値を有限の離散的な値として表現し処理と判断を行うことの必要性が指摘されている。これは現在のデジタル処理に相当する。トーレスは当時としては非常に先進的な多くのアイデアを持っていた。

### その他の発明とさまざまな活動
トーレスはロープウェイや飛行船、ラジオコントロール以外にも広い範囲で様々な発明や特許の取得を行った。例えば、飛行船用の空母（特許番号 56139）や都市案内システム（特許番号 27042）などがある。
晩年のトーレスは教育にも力を入れ、その結果として教育に関連した以下のような様々な特許の取得も行っている。
- 各種タイプライターとその改良（特許番号 80121、82369、86155、87428）
- 本などのインデックスタブ（特許番号 99176、99177）
- プロジェクター（特許番号 117853）
- プロジェクター用のポインター（特許番号 116770）

プロジェクター用のポインターは、現在のレーザーポインターやマウスカーソルのような役割をするためのもので、プロジェクターの投影面にポインターに相当する影を表示し動かすことができるようにする発明である。
また、科学技術の発展のための様々な活動や提案も行った。例えば以下のようなものがある。
- 機械の構造を記述するための表記法と記号の提案
- スペイン語の科学技術用語辞典の編纂

トーレスは中南米を含むスペイン語圏での科学技術の発展のため、共通の技術用語辞典の作成のための活動を行った。1921年の科学用語書籍国民会議の創設決定により具体的な活動が始まり、1930年に"ヒスパニックアメリカン技術辞典"（Diccionario Tecnológico Hispanoamericano）の第1巻が発行された。それ以降の巻の編集はスペイン内戦やトーレスの死などの影響で長く中断し、1983年になって"科学技術用語"（Vocabulario Científico y Técnico）の名称で初版が発行された。